# Psalistops fulvus
Psalistops fulvus is een spinnensoort uit de familie Barychelidae. De soort komt voor in Hispaniola.